# Тифенкастель
Тифенкастель (нем. Tiefencastel) — деревня и бывшая коммуна в Швейцарии, в кантоне Граубюнден, центр региона Альбула.
До 2014 года имела статус отдельной коммуны. 1 января 2015 года объединена с коммунами Альваной, Альвашайн, Бриенц, Мон, Штирва и Сурава в новую коммуну Альбула/Альвра.
Входит в состав региона Альбула (до 2016 года входила в округ Альбула).
Население составляет 256 человек (на 31 декабря 2012 года). Официальный код — 3505.
Тифенкастель впервые упоминается в 831 году, как Castello Impitinis. Начиная примерно с XIV века был известен как Tüffenkasten.

## Герб
Герб: В серебряном поле под двойными синими стропилами возвышается красный замок с зубцами и воротами.
На гербе в нижней части щита изображён средневековый замок, который когда-то стоял на нынешнем церковном холме Сулом, давшем имя сообществу. Над замком в виде синего шеврона слияние рек Альбула (справа) и Джулия (слева). Цвета герба — такие же, как у лордов Вац (Vaz).

## География

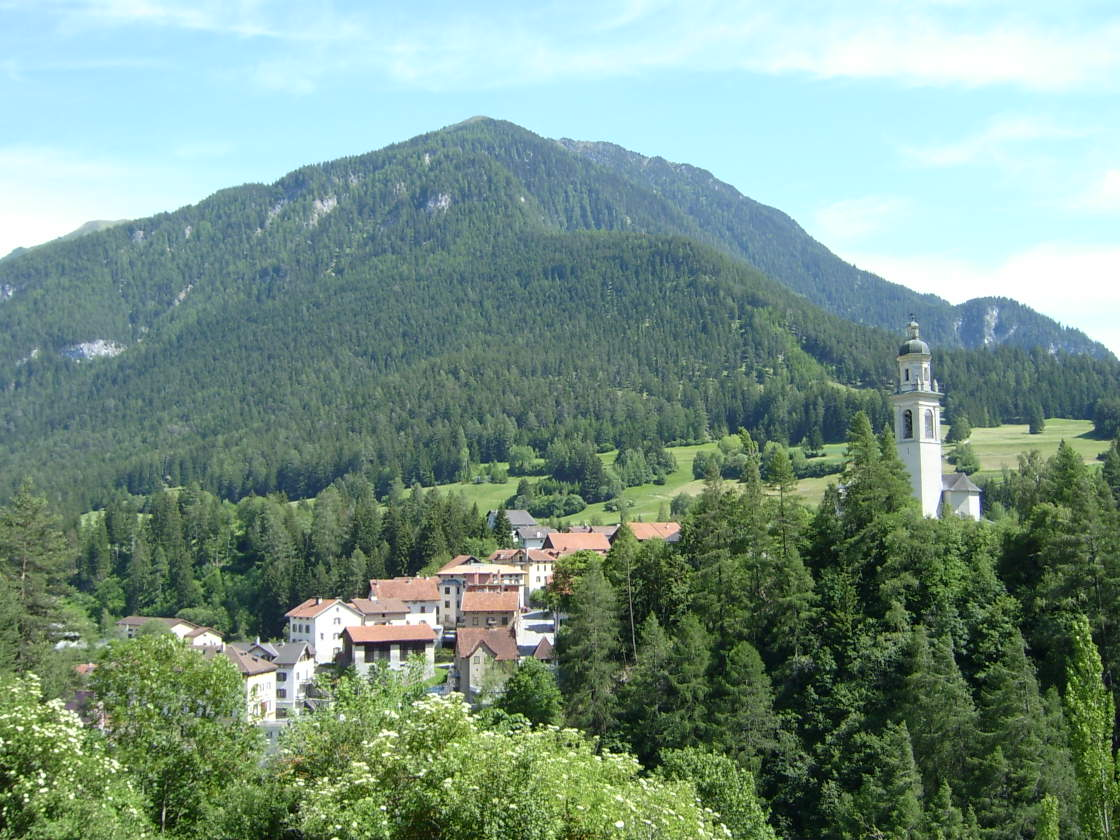
Тифенкастель, вид с запада.

Тифенкастель является центром округа Альбула. Муниципалитет находится у подножия Альпийских перевалов Альбула и Юлийский, на высоте 851 м (Мост Альбула). Самая низкая точка муниципалитета (825 м) лежит на урезе водохранилища Низелаз (Niselas-Stausees). Самая высокая — в 200 м северо-западнее горы Пиц-Митгель (Piz Mitgel, 3159 м). В Тифенкастеле река Джулия впадает в реку Альбула.
Территория коммуны составляет 14,9 км2. По данным кантональной статистики землепользования в 1997 году земли муниципалитета состоит из: 302 га (20 %) сельскохозяйственных угодий, 736 га (50 %) лесов, 46 га (3 %) земель поселений (здания и дороги) и 401 га (27 %) прочих земель (реки, ледники и горы). Сельскохозяйственные угодья — 116 га луговых и пахотных земель и 186 га сельскохозяйственных угодий.
Тифенкастель стоит на Альбулийской линии Ретийской железной дороги. Вокзал находится над живописной долиной Оберальбштайн.

## Достопримечательности

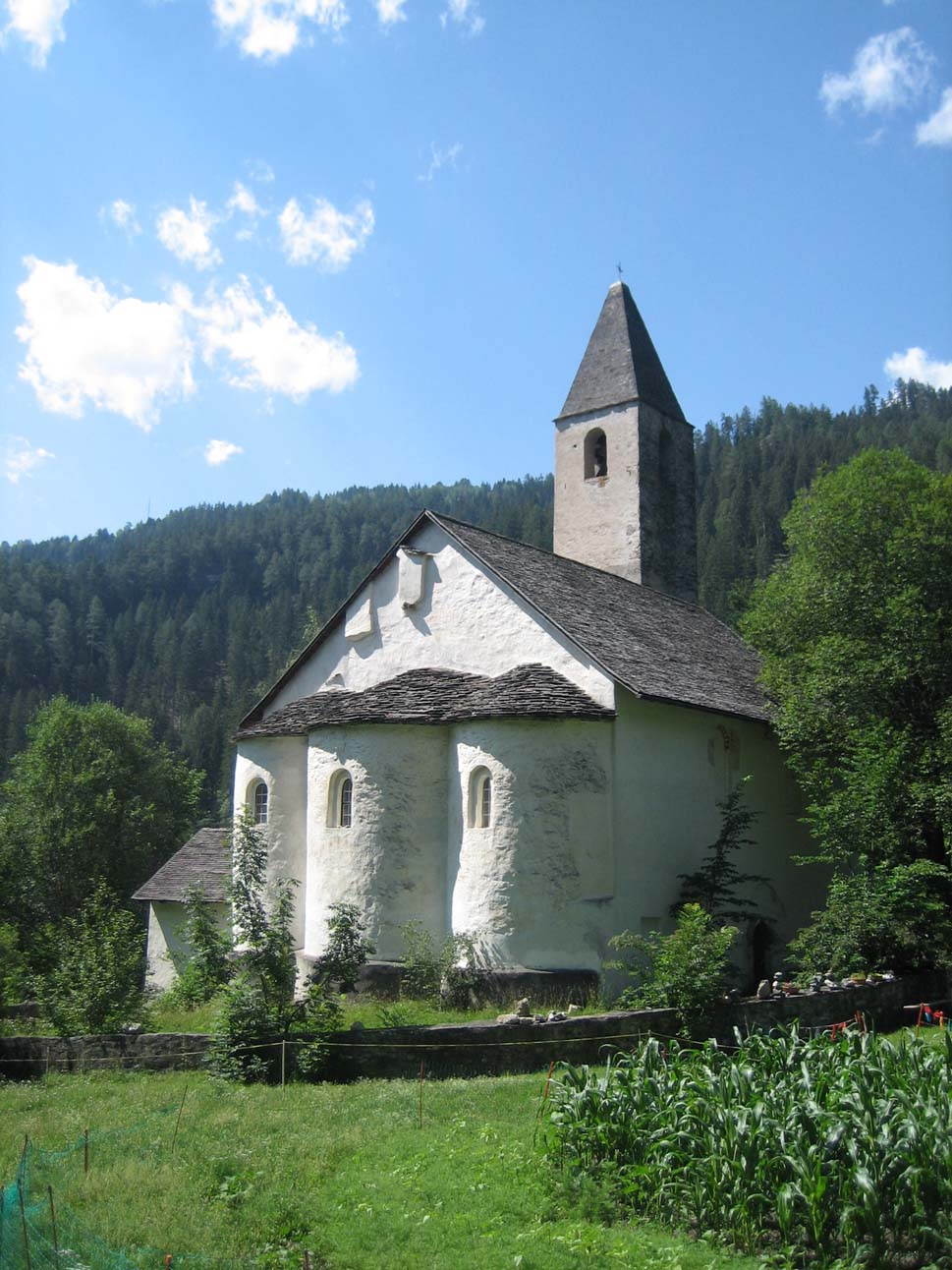
Церковь монастыря Св. Петра. Хорошо видны три апсиды.

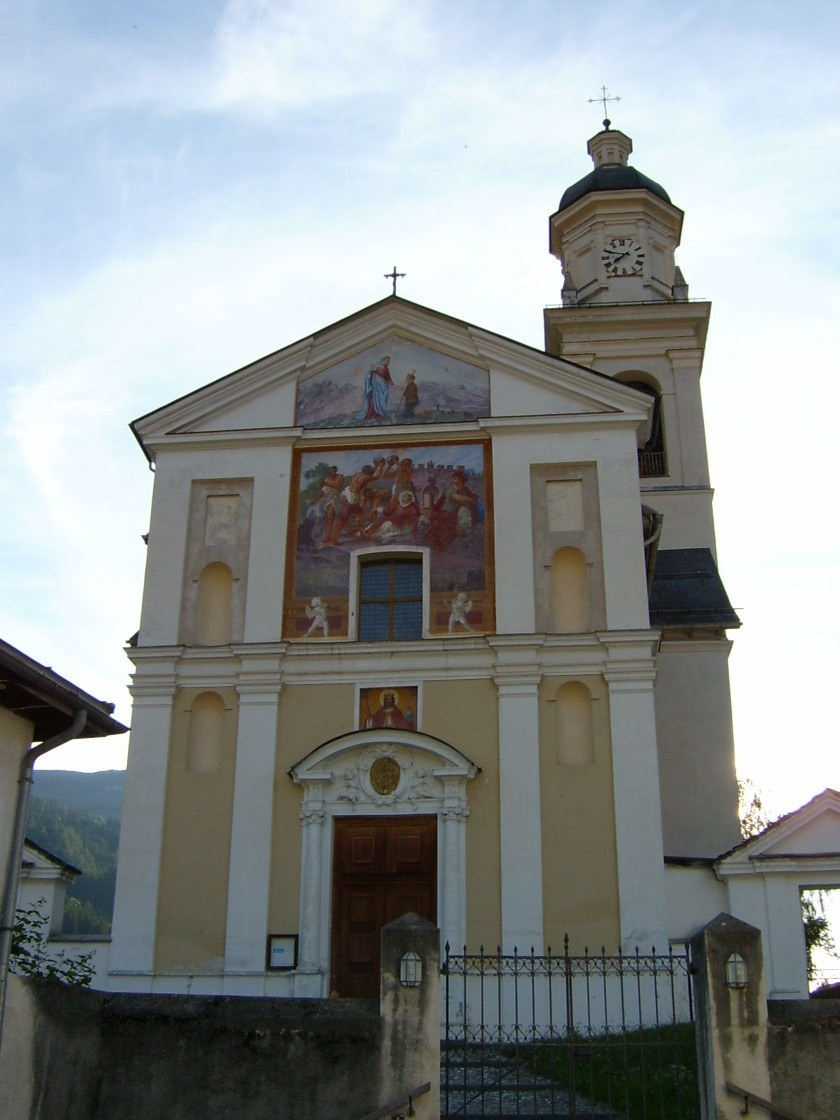
Церковь Святого Стефана.

- Каролингская церковь монастыря Св. Петра Kirche St. Peter Mistail (построена около 806 года) в 1,5 км к северо-западу от Тифенкстеля, в области Альвашайн. Название Mistail происходит от латинского monasterium. Образец трёхапсидной церкви.
- Альбулийская линия Ретийской железной дороги, которую лучше всего проехать на поезде. Это железная дорога с бесчисленными мостами, петлями и спиральными туннелями, одно из крупнейших достижений европейской техники. В июле 2008 года Комитет всемирного наследия ЮНЕСКО принял решение включить поезда линий Альбула и Бернина в список мирового культурного наследия.
- Паломническая церковь Цитайль (Ziteil). При высоте 2429 м над уровнем моря церковь является самым высоким местом паломничества в Восточных Альпах.
- Епископальная Церковь Святого Стефана (Pfarrkirche St. Stefan) — зарегистрирована в списках швейцарского наследия национального значения. Церковь впервые упоминается в 1343. В 1650 году была перестроена и расширена монахами-капуцинами. При этом была украшена дополнительной обширная резьбой по дереву и росписью.

## Экономика

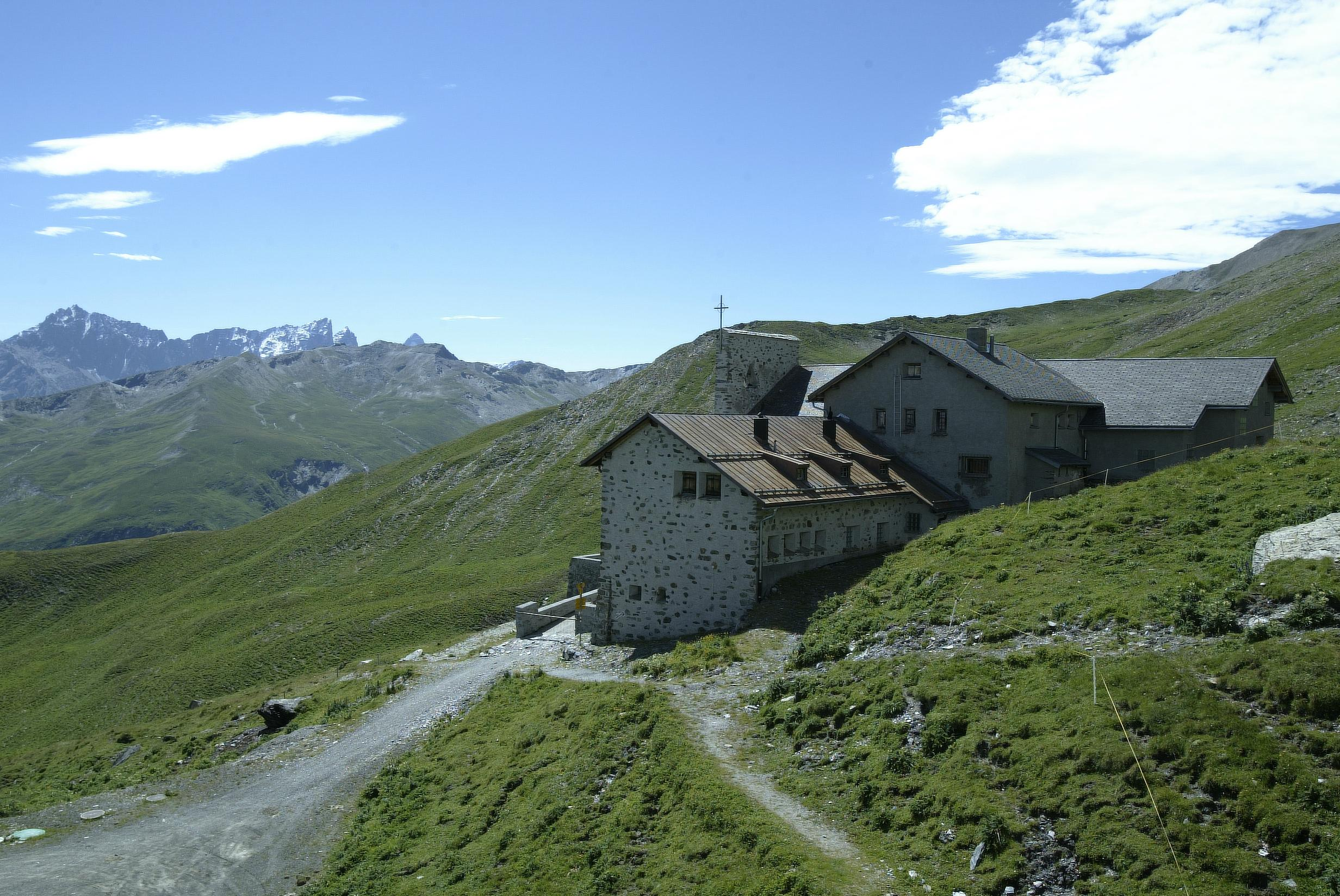
Цитайль, вид с севера

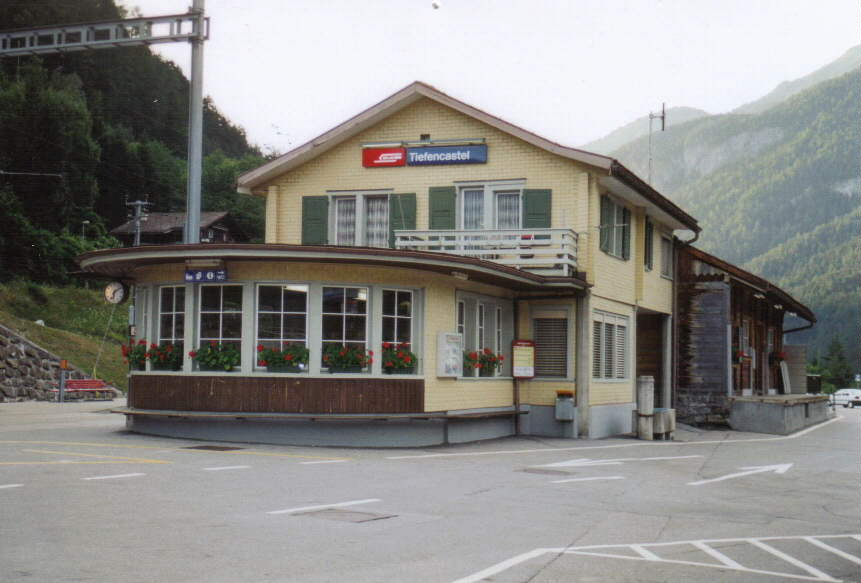
Вокзал станции Тифенкастель.

Первоначально небольшая сельскохозяйственная община. Первый дополнительный доход получен в 1850 г., после постройки первого отеля. До 1950 года был самым важным рынком крупного рогатого скота в регионе. Сейчас большинство населения занято в малом бизнесе и обслуживании. В 1949 году Цюрихские электростанции (EWZ) построили на р. Джулия электростанцию Тифенкастель-Запад (створ Burvagn-Tiefencastel, 4 км к югу, у деревни Залуф), в 1971 году на р. Альбула ГЭС Тифенкастель-Восток (створ Марморера-Тиницонг-Тифенкастель), в 15 км к югу от Тифенкастеля. (см.также Lai da Marmorera) В 1990 году Альбула-Ландвассер Крафтверк (ALK) ввела в эксплуатацию полностью автоматическую ГЭС Центральная (Zentrale Filisur-Tiefencastel), установленной мощностью 24 МВт, возле церкви Св. Петра.
Из 223 занятых 5 % работают в сельском и лесном хозяйстве, 35 % работают в обрабатывающей промышленности, 60 % в сфере услуг (декабрь 2005).